# Eupelops pocsi
Eupelops pocsi är en kvalsterart som beskrevs av Sandór Mahunka 1983. Eupelops pocsi ingår i släktet Eupelops och familjen Phenopelopidae. Inga underarter finns listade i Catalogue of Life.